# Haania lobiceps
Haania lobiceps är en bönsyrseart som beskrevs av De Haan 1842. Haania lobiceps ingår i släktet Haania och familjen Thespidae. Inga underarter finns listade i Catalogue of Life.